# 蒂贝留·多尔尼恰努
蒂贝留·多尔尼恰努（羅馬尼亞語：Tiberiu Dolniceanu，1988年4月3日—），罗马尼亚男子击剑运动员。他曾代表罗马尼亚参加2012年和2016年夏季奥林匹克运动会击剑比赛，其中2012年奥运会获得一枚银牌。